# Royal Arena Festival
Das Royal Arena Festival (2007–2023) war eines der grössten Hip-Hop-Kulturfestivals der Schweiz.
Das Festival entstand 2007 aus dem Zusammenschluss des Royal Openairs (Täuffelen) und des Arena-Festivals (Orpund). Das Festival fand jährlich im Römerareal in Orpund statt. Das Programm widmete sich dem Hip-Hop und dem Rap und umfasst Auftritte international bekannter Bands bzw. Musiker. Am Royal Arena Festival wurden alle vier Elemente der Hip-Hop-Kultur gefördert, Aushängeschilder waren das Royal B-boy Battle sowie die Graffiti-Wall in der Arena. 2009 wurde mit 14‘000 Besuchern ein neuer Besucherrekord verzeichnet. 2017 mit 20‘000+ Besuchern wurde der Rekord erneut gebrochen.
2023 fand die letzte Ausgabe auf dem Römerareal in Orpund statt. Durch steigende Ausgaben und sinkende Besuchezahlen nach der Coronapandemie und der Unabhängigkeit von grossen Anbieter wurde das Festival finanziell untragbar. 2024 & 2025 wurde jeweils ein Tag am Lakelive Festival dem Royal Arena gewidmet.

## Programmgeschichte
- 2007

Beginner, Dilated Peoples, La Coka Nostra, Cali Agents, Lords of the Underground, Kool Shen, Ercandize, Saigon, Heltah Skeltah
- 2008

Talib Kweli, De La Soul, Juelz Santana & Dipset, Jedi Mind Tricks, Kool Savas, Joell Ortiz, Zion I, Leeroy
- 2009

Nas, Method Man, B-Real, Tech N9ne, Samy Deluxe, M.O.P., Blu & Exile, Psycho Realm, Freestyle & D-stroy
- 2011

Wiz Khalifa, Kid Cudi, Method Man, Redman, Xzibit, Bun B
- 2012

Ice Cube, Black Star, IAM, Dizzee Rascal, Dilated Peoples, Kool Savas, Marsimoto
- 2013

Common, Wu-Tang Clan, Mac Miller, Kery James, Redman, Danny Brown, ScHoolboy Q, Lance Butters, Yelawolf